# Lepidium virginicum
Lepidium virginicum és una espècie de planta anual o bienal pertanyent a la família Brassicaceae. Natiu de Centreamèrica i les Antilles. Com amb Lepidium campestre, té les seves característiques més identificables en les seves raïms que venen en les branques molt denses. Els raïms donen a la planta l'aparença d'un neta ampolles. Sobre els raïms estan les primeres flors blanques petites, i més tard les llavors verdoses. La planta aconsegueix els 10-50 cm d'altura.
Les fulles dels tiges són sèsil, lineals o llanceolades i més grans quant més a prop de la base.
Es conrea diverses collites i es troben en vores de carreteres, terres baldíes i incultes. Prefereix terres drenades i assolellades.